# Agriphila sakeyehamanus
Agriphila sakeyehamanus là một loài bướm đêm trong họ Crambidae.